# مارکوس بایر
مارکوس بایر (آلمانی: Markus Beyer; ۲۸ آوریل ۱۹۷۱ – ۳ دسامبر ۲۰۱۸) بوکسور اهل آلمان بود.